# George Schiller
George Sylvester Schiller (Los Angeles, 3 luglio 1900 – Los Angeles, 24 dicembre 1946) è stato un velocista statunitense.

## Biografia
Partecipò alle Olimpiadi del 1920 dove gareggiò nei 400 metri piani e nella staffetta 4×400. Nella gara individuale non ottenne l'accesso alla finale, essendo giunto quinto nella prima semifinale alle spalle del suo connazionale Robert Emery. Nella staffetta corse in prima frazione nella formazione statunitense che giunse quarta, preceduta da Gran Bretagna, Sudafrica e Francia.

## Palmarès
| Anno | Manifestazione  | Sede    | Evento                | Risultato  | Prestazione | Note  |
| ---- | --------------- | ------- | --------------------- | ---------- | ----------- | ----- |
| 1920 | Giochi olimpici | Anversa | 400 metri piani       | semifinale |             | [ 2 ] |
| 1920 | Giochi olimpici | Anversa | Staffetta 4×400 metri | 4º         |             | [ 3 ] |